# LATAM (Colombia)
LATAM Airlines Colombia (anteriormente conocida como LAN Airlines Colombia y como AIRES) es una aerolínea comercial de pasajeros colombiana y filial de LATAM Airlines que cubre destinos nacionales e internacionales desde su sede central en el Aeropuerto Internacional El Dorado de Bogotá y desde las principales ciudades de ese país. Es la segunda compañía aérea más grande en Colombia por tráfico total de pasajeros con cerca del 23% de mercado doméstico a diciembre de 2015.
Fue fundada en 1980 como Aerovías de Integración Regional S.A. – AIRES en Colombia, fue adquirida en noviembre de 2010 por la Línea Aérea Nacional – LAN de Chile y comenzó a operar bajo esa marca desde el 5 de diciembre de 2011. Su razón social se modificó a LAN Colombia Airlines S.A. el 4 de agosto de 2012. En 2015 se incorporó formalmente a la IATA. El 5 de mayo de 2016, después de que su empresa matriz LAN Chile se integrara a la LATAM Airlines Group, se modificó nuevamente su razón social a Latam Airlines Group S A Sucursal Colombia.

## Historia
La aerolínea fue fundada en 1980 empezando operaciones con unos pequeños aviones, hasta que adquirieron algunos Embraer 110 Bandeirante y Fokker F27. En 1990 la aerolínea registró una disminución del 9% en transporte de pasajeros, pasando de 212.660 a 193.023 personas transportadas al año. En agosto de 1994 se incorporaron a la flota 4 aviones del fabricante Bombardier de la serie Bombardier Dash 8, se abrieron rutas desde Buenaventura, Guapi, Pereira y Tumaco y contaba para ese entonces con unos 349 trabajadores.
En noviembre de 1998 la aerolínea inició su cubrimiento en la Región Caribe, abriendo una base de operaciones en Barranquilla, desde donde se iniciaron vuelos hacia: Cartagena, Santa Marta, Valledupar, Corozal (Sucre) entre otras ciudades del norte del país. El 13 de diciembre de 2000, la aerolínea inició su internacionalización con la apertura de la ruta Barranquilla - Oranjestad, Aruba volando 2 veces por semana, más tarde inició operaciones hacia Willemstad, Curazao. En octubre de 2002, se incorporó un segundo Dash 8Q-100 con capacidad para 37 pasajeros y dio apertura a la ruta Cartagena - Panamá con una frecuencia diaria y la ruta Barranquilla - Caracas 3 veces por semana. En el 2004 la empresa realizó un cambio de imagen corporativa, se cambió la pintura de los aviones aplicando un nuevo logo, así como el cambio en la papelería, dicha inversión tuvo un costo cercano a los 1000 millones de pesos. En el 2009 con el inicio de las rutas troncales empezó una nueva época y así codearse con las aerolíneas Avianca y Copa Airlines Colombia y esto lo hizo incorporando aviones Jet y rompiendo el esquema tarifario al convertirse en aerolínea de bajo costo, gracias a dicha estrategia logró transportar 1.603.527 de pasajeros en el 2009. Actualmente es la segunda aerolínea colombiana en transporte nacional.
El 13 de agosto de 2010, LAN Airlines anunció ante la SVS sus intenciones de fusionarse con la aerolínea brasileña TAM Líneas Aéreas, creando LATAM Airlines Group, uno de los consorcios aerocomerciales más grandes de Latinoamérica y uno de los mayores a nivel mundial.
El 27 de octubre de 2010, el conglomerado aeronáutico de origen chileno LAN Airlines anuncia la celebración de una promesa de compraventa para Aires. La transacción fue valorada en USD 32,5 millones. Posteriormente, el 26 de noviembre de 2010 LAN Airlines anuncia que completa la compra del 98.942% de las acciones de Aires asumiendo el total de su deuda e incluyéndola en el holding de LAN como otra filial del grupo, denominándola como "LAN Colombia" y haciéndola miembro del holding aeronáutico LATAM Airlines Group.
A partir del cuarto trimestre de 2013, la aerolínea hará parte de la alianza Oneworld de la cual sus filiales y casa matriz son parte, lo hará de manera conjunta con TAM Líneas Aéreas para que el holding pertenezca finalmente a la misma alianza.
Posteriormente el 16 de febrero del 2018 (tras casi 5 años del inicio de la fusión con TAM Líneas Aéreas) empezó a operar oficial y definitivamente como LATAM Airlines lo que significó el cambio de imagen corporativa y marca que se estima que costó USD 60 millones.

## Flota

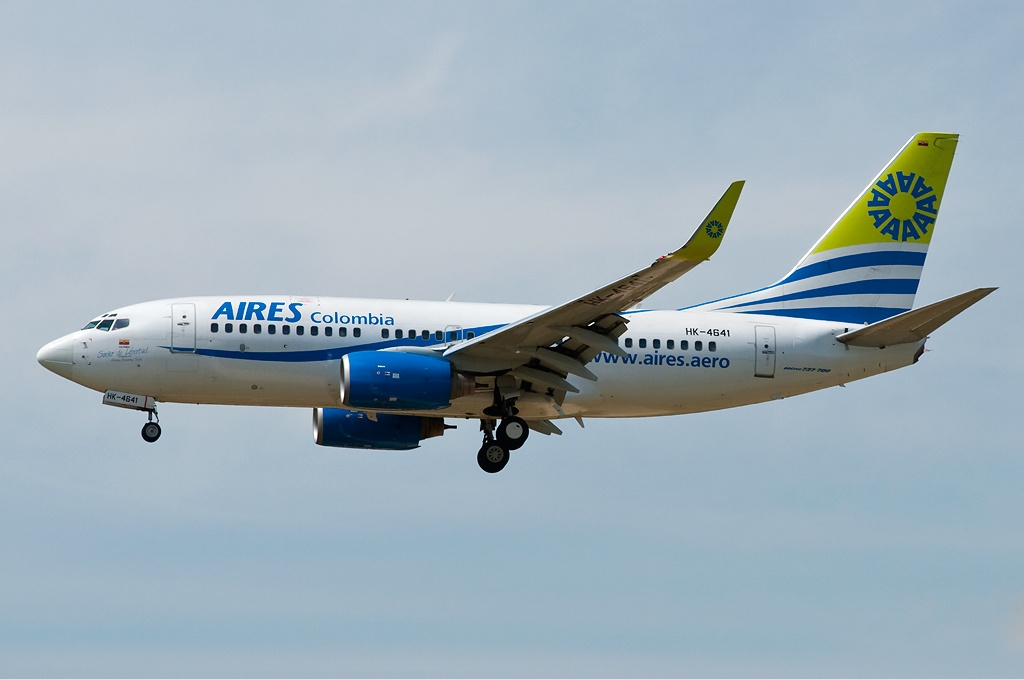
Un Boeing 737-700 en los colores de la anterior AIRES

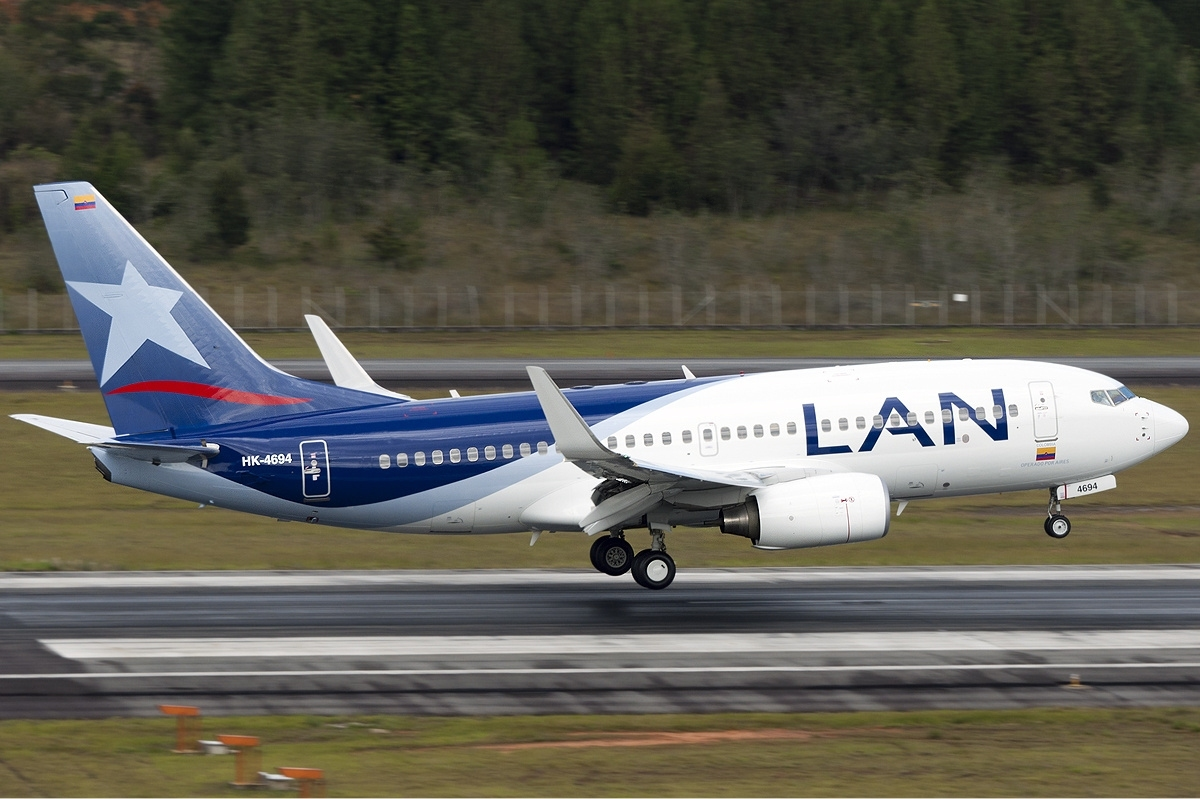
Boeing 737-700 como LAN Colombia (2011).

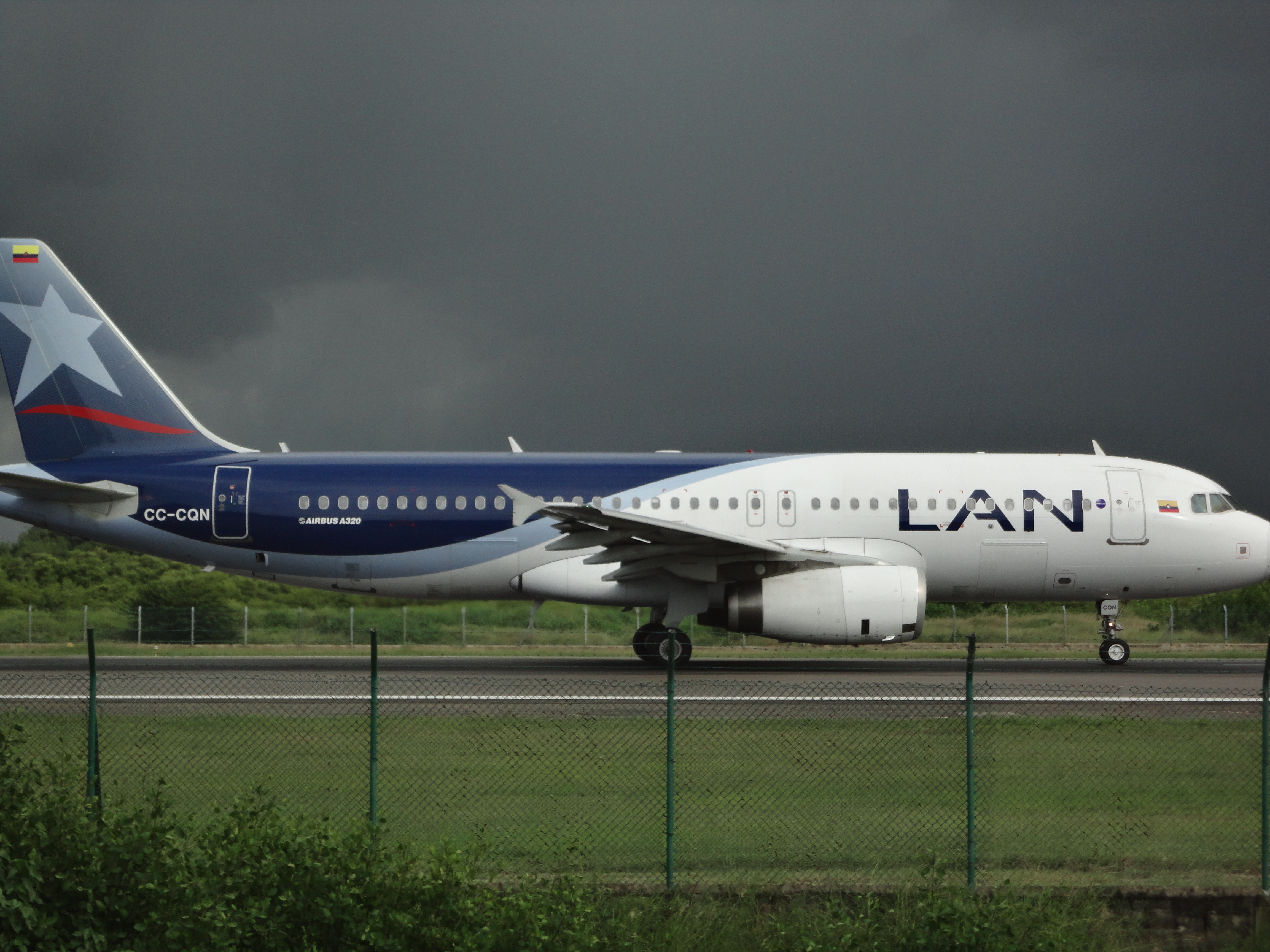
Uno de los A320 en el Aeropuerto Internacional Rafael Núñez.

Aires empezó con una flota de Embraer EMB 110 Bandeirante, luego los reemplazó por aviones del fabricante canadiense Bombardier de la serie "Q", serie 100, 200 y 300; en 2008 se anunció la incorporación a la flota de nuevos aviones del mismo fabricante pero de una nueva referencia y de nueva generación: los Dash 8Q-400NG de los cuales llegaron 4, configurados con 78 asientos así para abril de 2010 la aerolínea poseía una flota compuesta por 9 aviones turbohélice Bombardier Dash 8 Q200 configurado con 37 asientos Luego del retiro de las aeronaves Dash 8Q-400NG se abandonará las frecuencias de vuelos a algunos destinos nacionales ya que se realizó un abandono de rutas para ser cubiertas por las aeronaves Dash 8Q-200 además tiene 7 Jets del fabricante Boeing tipo B737-700 para su proceso de internacionalización y la entrada al mercado de rutas troncales del país.
Desde 2011, con la compra por parte de LAN Airlines, la aerolínea integró 4 Airbus A320 a su flota dando paso al proceso de cambio de marca y aeronaves y a la mejora y ampliación de la cobertura en el servicio. Los aviones de Aires se diferencian de las aeronaves de LAN Airlines con la leyenda "Operado por Aires" bajo la ventanilla de la cabina de mando, además de la bandera de Colombia sobre el ya mencionado mensaje. A finales de octubre de 2015 la aerolínea terminó su proceso de renovación de flota operando solo aviones jet tipo Airbus A320 y Boeing 767, y en la actualidad, año 2017, los Boeing fueron devueltos a la matriz chilena y complementa su flota con más aviones airbus, esta vez con modelos Airbus A319.
La flota de LATAM Colombia consiste de las siguientes aeronaves:
| Aeronaves       | En servicio | Pedidos | Asientos (clase turista)                             | Matrículas                                           | Antigüedad                                           |
| --------------- | ----------- | ------- | ---------------------------------------------------- | ---------------------------------------------------- | ---------------------------------------------------- |
| Airbus A319-100 | 6           | —       | 144                                                  | CC-COU                                               | 19,9 años                                            |
| Airbus A319-100 | 6           | —       | 144                                                  | CC-COX                                               | 19,9 años                                            |
| Airbus A319-100 | 6           | —       | 144                                                  | CC-COY                                               | 19,1 años                                            |
| Airbus A319-100 | 6           | —       | 144                                                  | CC-COZ                                               | 19,1 años                                            |
| Airbus A319-100 | 6           | —       | 144                                                  | CC-CPJ                                               | 17,2 años                                            |
| Airbus A319-100 | 6           | —       | 144                                                  | CC-CPL                                               | 17,2 años                                            |
| Airbus A320-200 | 11          | —       | 174                                                  | CC-BAQ                                               | 12,1 años                                            |
| Airbus A320-200 | 11          | —       | 174                                                  | CC-BAR                                               | 12 años                                              |
| Airbus A320-200 | 11          | —       | 174                                                  | CC-BAS                                               | 11,9 años                                            |
| Airbus A320-200 | 11          | —       | 174                                                  | CC-BAW                                               | 11,5 años                                            |
| Airbus A320-200 | 11          | —       | 180                                                  | CC-BAX                                               | 11,4 años                                            |
| Airbus A320-200 | 11          | —       | 180                                                  | CC-BFA                                               | 11,1 años                                            |
| Airbus A320-200 | 11          | —       | 180                                                  | CC-BFC                                               | 11 años                                              |
| Airbus A320-200 | 11          | —       | 174                                                  | CC-BFE                                               | 10,9 años                                            |
| Airbus A320-200 | 11          | —       | 188                                                  | CC-BLG                                               | 4,5 años                                             |
| Airbus A320-200 | 11          | —       | 188                                                  | CC-BLH                                               | 4,2 años                                             |
| Airbus A320-200 | 11          | —       | 188                                                  | CC-BLI                                               | 4,9 años                                             |
| TOTAL           | 17          | —       | Edad media de la flota (octubre de 2023): 12,8 años. | Edad media de la flota (octubre de 2023): 12,8 años. | Edad media de la flota (octubre de 2023): 12,8 años. |

## Antiguas aeronaves
Durante su existencia, LATAM Colombia (antigua Aires) ha operado varias aeronaves, de las cuales, las siguientes se dejaron de operar:
| Aeronaves                     | Total | Introducido | Retirado | Matrículas |
| ----------------------------- | ----- | ----------- | -------- | --- |
| Boeing 737-700                | 10    | 2008        | 2014     | HK-4627, HK-4608, HK-4623, HK-4641, HK-4635, HK-4694, HK-4695, HK-4675, HK-4682 y HK-4660 |
| Boeing 767-300ER              | 3     | 2011        | 2020     | N540LA, CC-CZT y CC-CZU |
| De Havilland Canada Dash 8    | 24    | 1994        | 2015     | HK-4258, HK-4345, HK-3946, HK-4030, HK-3942, HK-3952, HK-3951, HK-4107X, HK-3997, HK-4432, HK-4618, HK-4554, HK-4539, HK-4520, HK-4513, HK-4491, HK-4473, HK-4495, HK-4509, HK-4480, HK-4726, HK-4725, HK-4727 y HK-4724 |
| De Havilland DHC-6 Twin Otter | 1     | 1987        | 1989     | HK-2486X |
| Embraer EMB 110 Bandeirante   | 6     | 1981        | 2001     | HK-2593, HK-2594, HK-2638, HK-2741, HK-2856X y HK-3195X |
| Fairchild Hiller FH-227       | 4     | 1991        | 1996     | HK-3895X, HK-3637X, HK-3735X y HK-3799X |

## Destinos
La aerolínea opera 23 destinos en Colombia y hacia México (Cancún) y Estados Unidos en el plano internacional. El 19 de diciembre de 2008 bajo la sesión número 44 del GEPA (Grupo Evaluador de Proyectos Aeronáuticos), se le autorizaron 224 nuevas frecuencias a nivel nacional. Así mismo el Departamento de Transporte de los Estados Unidos (D.O.T) autorizó el 25 de marzo de 2009 a la aerolínea los vuelos desde Barranquilla, Bogotá y Cartagena hacia Nueva York y Fort Lauderdale. El 24 de julio de 2010 suspendió indefinidamente su operación en Venezuela debido a las tensas relaciones con dicho país. El 22 de agosto de 2010 se suspendió indefinidamente la ruta desde Barranquilla a la isla de Aruba. El 17 de enero de 2011 suspendió la operación a Panamá y Nueva York a causa de la reestructuración de la empresa. Luego, tras la compra de Aires por parte de LAN Airlines, se suspendió la ruta hacia Fort Lauderdale, comenzando después operaciones en Miami.
LATAM incrementará sus vuelos entre Santiago de Chile y los Ángeles a partir del 2 de octubre de 2023. Actualmente la aerolínea ofrecé tres frecuencias por semana en aeronaves Boeing 787-8 Dreamliner de 247 plazas. 
La aerolínea LATAM es la única compañía que vuela sin escalas entre ambas ciudades.  
LATAM en búsqueda de fortalecer la conectividad internacional, operará a partir de julio de 2024, la ruta de Bogotá - Madrid. Tendrá horario nocturno, y tendrá una duración de 9 horas y 40 minutos.   

## Incidentes y accidentes
- En 2002 un avión con matrícula HK-3951 tipo De Havilland Canada Dash 8Q-300 fue secuestrado por las FARC y aterrizó en una carretera del sur del departamento del Huila.[26]

- El 12 de septiembre de 2005, la aeronave Bombardier con matrícula HK-4030 que cubría la ruta Florencia - Neiva fue secuestrada por un hombre minusválido y su hijo de 23 años, quienes exigieron que el avión con 20 pasajeros y 4 tripulantes a bordo fuera desviado a Bogotá. Después de 4 horas de negociaciones en CATAM terminó el secuestro. Nadie resultó herido en el suceso.[27]

- El 28 de enero de 2008 una aeronave de tipo De Havilland Canada Dash 8Q-200 con matrícula HK-3997 despegó de Maracaibo con destino a Bogotá. A las 23:07 GMT-5 después del aterrizaje en el Aeropuerto Internacional El Dorado se salió de la pista y terminó mucho después del final de la misma. La aeronave transportaba 37 pasajeros, 3 tripulantes y un técnico de protección a bordo, de los cuales 5 resultaron heridos con contusiones menores. Las investigaciones preliminares arrojan que la causa probable fue una falla uno de los motores que no respondió al momento de desacelerar su avance, evitando frenar y arrastrando la aeronave al final de la pista para su posterior incidente. La aeronave se reporta en pérdida total.[28]

- El 23 de agosto de 2008 un avión tipo De Havilland Canada Dash 8Q-300 con matrícula colombiana HK-3952 tuvo un incidente en el Aeropuerto Internacional Ernesto Cortissoz en Barranquilla, Colombia cuando aterrizaba procedente del Aeropuerto Internacional Hato de Willemstad, Curazao con 25 personas a bordo. El avión se desvió de la pista cuando estaba en carrera de aterrizaje, al parecer por una fractura del tren de aterrizaje. El aeropuerto permaneció cerrado por 15 horas y no hubo ningún herido de gravedad.[29][30]

- El 16 de agosto de 2010 el vuelo 8250, un Boeing 737-700 de matrícula HK-4682, se accidentó cuando se encontraba en aproximación final al Aeropuerto Internacional Gustavo Rojas Pinilla de San Andrés y Providencia. Dos personas murieron y 113 más quedaron heridas. Las posibles causas fueron una falla ocular denominada agujero negro que impidió que los pilotos se dieran cuenta que estaban volando muy bajo, y que la compañía tenía bajo presión a los pilotos de la aerolínea para aterrizar en dicho aeropuerto debido a que los costos para realizar una aproximación frustrada y dirigirse al aeropuerto de alternativa (Panamá) eran demasiado elevados.
- El 29 de marzo del 2022 el vuelo 4292 con destino a Cartagena operado por un Airbus A320 con matrícula CC-BAS tuvo que volver y efectuar un aterrizaje de emergencia en el Aeropuerto Internacional José María Córdova debido a que una de sus llantas explotó luego de haber despegado, todos los pasajeros salieron ilesos.[31]

## [32][33]Referencias
1. ↑  «Adiós LAN y TAM: nueva imagen y librea LATAM Airlines». ModoCharlie. Archivado desde el original el 5 de mayo de 2016.
2. ↑  «Latam Airlines aterriza en Colombia con nueva imagen». www.noticiascaracol.com. Consultado el 23 de mayo de 2016.
3. 1 2  «LAN Airlines lanza nueva filial en Colombia y suma a su red 23 destinos». 5 de diciembre de 2011. Consultado el 6 de febrero de 2015.
4. ↑  «Desde hoy LAN Chile comienza a operar en Colombia las rutas de Aires». Caracol Radio. 4 de diciembre de 2011. Archivado desde el original el 6 de febrero de 2015. Consultado el 6 de febrero de 2015.
5. ↑  informacolombia.com. «Directorio de Empresas». Consultado el 1 de marzo de 2020.
6. ↑  El Tiempo (6 de junio de 1991). «Balance de Aires». eltiempo.com. Consultado el 6 de mayo de 2009.
7. ↑  El Tiempo (13 de agosto de 1994). «Aterrizó La Nueva Flota De Aires». eltiempo.com. Consultado el 6 de mayo de 2009.
8. ↑  El Tiempo (21 de noviembre de 1998). «Integración de la costa por los Aires». eltiempo.com. Consultado el 6 de mayo de 2009.
9. ↑  El Tiempo (12 de diciembre de 2000). «Aires De Internacionalización Regional». eltiempo.com. Consultado el 6 de mayo de 2009.
10. ↑  El Tiempo (2 de octubre de 2002). «Aires Despega Hacia Panamá». eltiempo.com. Consultado el 6 de mayo de 2009.
11. ↑  El Tiempo (10 de julio de 2002). «Aires Aterriza En Venezuela». eltiempo.com. Consultado el 6 de mayo de 2009.
12. ↑  El Tiempo (24 de marzo de 2004). «Aires Cambia Su Imagen Y Trae Nuevo Avión». eltiempo.com. Consultado el 6 de mayo de 2009.
13. ↑  Revista Dinero (1 de diciembre de 2010). «Aires, la segunda aerolínea preferida por los colombianos». dinero.com. Consultado el 12 de enero de 2010.
14. ↑  LAN Airlines (27 de octubre de 2010). «LAN Airlines anuncia celebración de promesa de compraventa respecto de la aerolínea Colombiana AIRES S.A.». LAN.com. Consultado el 28 de octubre de 2010.
15. ↑  LAN Airlines (26 de noviembre de 2010). «LAN Airlines anuncia adquisición de aerolínea Colombiana AIRES S.A.». LAN.com. Consultado el 26 de noviembre de 2010.
16. ↑  http://aerolatinnews.com/index.php?sector=noticias&noticia=37822
17. ↑  http://www.lan.com/es_co/sitio_personas/noticias/comunicados-de-prensa/lan-colombia-ingresara-a-oneworld-a-partir-del-cuarto-trimestre-de-2013
18. ↑  «La Nueva Cara de Lan Airlines». La Tercera. 7 de diciembre de 2014. Archivado desde el original el 8 de diciembre de 2014. Consultado el 11 de junio de 2016.
19. ↑  eltiempo.com. «Inversión de 480 millones de pesos en nueva flota de aviones hará Aires». Consultado el 3 de septiembre de 2008.
20. ↑  aires.com.co. «La aerolínea: Nuestra flota». Consultado el 5 de junio de 2008.
21. ↑  regulations.gov. «Domestic - Designation of Agent for Service of Notice, Process, Orders, Decisions and Requirements». Consultado el 3 de abril de 2009.
22. ↑  «Airfleets aviación». www.airfleets.es. Consultado el 11 de marzo de 2023.
23. ↑  «LATAM Airlines Colombia fleet». rzjets.net. Consultado el 4 de noviembre de 2022.
24. ↑  lan.com. «Nuestras Rutas». Archivado desde el original el 28 de enero de 2011. Consultado el 17 de enero de 2011.
25. ↑  regulations.gov. «Aerovías de Integración Regional, AIRES S.A. - Foreign Permit/Exemption - Colombia-U.S.». Consultado el 3 de abril de 2009.
26. ↑  eltiempo.com. «Secuestro Aéreo, Puntillazo Final». Consultado el 3 de septiembre de 2008.
27. ↑  Caracol Radio (12 de septiembre de 2005). «Niegan el pago de una reparación directa al “aeropirata” Porfirio Ramírez». Archivado desde el original el 6 de febrero de 2015. Consultado el 6 de febrero de 2015.
28. ↑  eltiempo.com. «Un Avión De Aires Se Salió De La Pista: Dos Heridos». Consultado el 3 de septiembre de 2008.
29. ↑  eltiempo.com. «Aeropuerto de Barranquilla permaneció cerrado por accidente menor». Consultado el 3 de septiembre de 2008.
30. ↑  caracol.com.co. «Avión de Aires queda enterrado en la pista del aeropuerto de Barranquilla». Consultado el 23 de agosto de 2008.
31. ↑  Colombiano, El (29 de marzo de 2022). «Emergencia en el aeropuerto de Rionegro por avión de Latam al que se le incendió una llanta». www.elcolombiano.com. Consultado el 29 de marzo de 2022.
32. ↑  Tiempo, Casa Editorial El (6 de diciembre de 2023). «Anuncian la primera ruta Bogotá - Madrid de Latam: ¿cuándo comenzará a operar?». El Tiempo. Consultado el 11 de diciembre de 2023.
33. ↑  Spotters, Sebastián Polito-Vuelos y (11 de mayo de 2023). «LATAM incrementará sus vuelos entre Santiago de Chile y Los Angeles». Aviacionline.com. Consultado el 7 de junio de 2023.